# Зимовенька
Зимовенька — село в Шебекинском районе Белгородской области, входит в состав Белянского сельского поселения.

## География
Расположено севернее административного центра — села Белянка. Через Зимовеньку проходят просёлочные дороги.
Южнее села находятся большие водоёмы, на востоке от него — меловые горы, на западе — урочище Долженок.

### Улицы
- ул. Базарная
- ул. Больничная
- ул. Заречная
- ул. Подгорная
- ул. Пролетарская
- ул. Свободы

## Население
| 2002 | 2010 |
| ---- | ---- |
| 285  | ↗299 |

## Достопримечательности
В 1911 году в селе была построена Воскресенская церковь, сохранившаяся по настоящее время и находящаяся в ведении правящего архиерея. В советские годы здание использовалось как больница.
Настоятель - протоиерей  Иоанн (Эдуард Евгеньевич Червинский) с 5 апреля 1984 года по 25 января 1986 года.